# Let It Be… Naked
A Let It Be... Naked a The Beatles 1970-es Let It Be albumának alternatív, újrakevert változata, amelyet 2003. november 17-én adott ki az Apple Records. A projektet Paul McCartney kezdeményezte, aki úgyérezte, hogy az eredeti album producere, Phil Spector nem ragadta meg a csoport lecsupaszított, az albumra szánt élő-kazettás esztétikáját. A Naked nagyrészt a Let It Be albumon található számok újonnan kevert változataiból áll, miközben kihagyja a rögzített stúdióbeszélgetéseket és Spector legtöbb díszítő elemét. Emellett két számot is lehagy az 1970-es kiadásból – a Dig It és a Maggie Mae dalokat –, helyettük a Don't Let Me Down került fel, amely a Get Back kislemez B-oldala volt.

## Háttér
Az albumot olyan formában mutatják be, amelyet Paul McCartney közelebb állónak tartott eredeti művészi elképzeléséhez: „visszatérni” a korai évek rock and roll hangzásához, nem pedig a Phil Spector által az album három dala során hozzáadott zenekari áthangosításhoz és díszítésekhez, amelyek a végleges Let It Be albumon hallhatóak. McCartney mindig elégedetlen volt Spector három számból készült újrakeverésével, különösen a The Long and Winding Road című dal esetében. George Harrison még halála előtt jóváhagyta a Naked projekt megvalósítását.
McCartney hozzáállása ellentétben állt John Lennon állásfoglalásával, amelyet a Rolling Stone magazinnak adott 1970 decemberi interjújában kifejtett. Ő megvédte Spector munkáját, és azt állította: "a legszarabb, legrosszabbul fölvett, leglélektelenebb anyagunkat kapta meg, és hallgathatóvá varázsolta, azaz nagy munkát végzett rajta." Harrison és Ringo Starr szintén dicséretet mondott Spector közreműködéséről. Starr így nyilatkozott erről: "Nekem tetszik, amit Phil csinált. Igaz, elvitte a zenéket másfele, de nem rossz irányba. Különben is, ha nem tetszett nekünk a stílusa, miért kértük föl? Tudtuk, hogy mit tud, nem?"

## Különbségek az eredeti és az újrakevert változat között
Két dalt, amelyek az eredeti albumon szerepeltek – a hagyományos liverpooli népdal, a Maggie Mae feldolgozása és a Dig It improvizatív darabot – lehagyták, mivel „jók voltak egy filmzene albumhoz… de nem fértek bele a végleges album koncepciójába” – mondta Allan Rouse, az album keverője. Lennon Don't Let Me Down-ja felkerült, habár a Naked változat a tetőkoncert két felvételének összeszerkesztésének eredményét tartalmazza, nem pedig a Get Back kislemez B-oldalán hallható számot. Az I've Got a Feeling című dal két tetőkoncert felvételét is hasonló módon szerkesztették el. A The Long and Winding Road dalhoz a Naked producerei az utolsó rögzített felvételét használták, amelyet öt nappal azután vettek fel, hogy Spector véglegesítette az eredeti album számlistáját.

### Dalonkénti eltérések[3][9]
- Get Back – az 1969. január 27-én rögzített felvétel újrakeverése, amelyet mind a kislemezhez, mind az albumhoz használtak. Nem tartalmazza a január 28-án felvett zenei hidat (,amely a kislemez változatban szerepel) és a stúdió, tetőkoncerten elhangzott keretes párbeszédet (,amelyet hozzáadták az album változathoz).
- Dig a Pony – az 1969. január 30-i tetőtéri koncert újrakeverése. A keretes párbeszéd és a hamis indítás eltávolítása;[8] hiba a második refrénben (a "because" szó Lennon éneksávjában) utólag, digitálisan javítva.
- For You Blue – az 1969. január 25-i felvétel újrakeverése, amelyet az albumon is használtak. Harrison 1970. január 8-án újra felvett vokáljának és ritmusgitár hangzásának visszaállítását; a keretes párbeszéd elhagyása.
- The Long and Winding Road – az 1969. január 31-ei, 19-es, utolsó felvétel (ami a filmben is hallható), a január 26-i albumváltozat helyett.[10] Korábban kiadatlan.
- Two of Us – az 1969. január 31-én rögzített felvétel újrakeverése, amelyet az albumon is használtak. A keretes párbeszéd eltávolítása;[10] a kisebb hiba Lennon akusztikus gitár hangzásán utólag, digitálisan javítva.
- I've Got a Feeling – a tetőkoncert két felvételének összeszerkesztése.
- One After 909 – a tetőkoncert felvételének újrakeverése. A Danny Boy rögtönzött feldolgozása kivágva.[11]
- Don't Let Me Down – a tetőkoncert két felvételének összeszerkesztése. Korábban kiadatlan.
- I Me Mine – az 1970. január 3-án rögzített szám, Spector szerkesztésének (amely a szám hosszát megnövelte a második refrén végének beillesztésével) újrakeverése. Kissé eltérő újrakeverése; a zenekar eltávolítása, gitár áthagnosítása és orgona szólamok keverése, hogy az ismételt versszak másképp szólaljon meg.
- Across the Universe – az 1968. február 4-én rögzített eredeti verzió újrakeverése. A szám sebességének, hangosításának megváltoztatása, a hangeffektusok, zongora, maracas és vokál kihagyása; egyedi visszhangeffektusok hozzáadásával.[12]
- Let It Be – Az 1969. január 31-i, 27/A felvétel újrakeverése, amelyet George Martin a kislemez változathoz, Spector pedig az albumváltozathoz használt fel. Az újrakeverés szerkesztett darabokat tartalmaz,[13] köztük Harrison gitárszólójával a 27/B felvételből.

## Megjelenése
2003. november 13-án volt az elkészült Let It Be... Naked album világpremierje az Infinity Broadcasting kétórás rádiókülönkiadásában. A különkiadás tartalma: egy 50 perces dokumentumfilm az eredeti Get Back/Let It Be ülésekről (beleértve az interjúkat az együttes mind a négy tagjával), az új Let It Be... Naked album megszakítás nélküli lejátszása; és egy 20 perces kerekasztal-beszélgetés, amelynek házigazdája Pat O'Brien volt. A kerekasztal-beszélgetésen ismert zenészek, köztük Sheryl Crow, J.C. Chasez, Billy Joel és Fred Durst, valamint Alan Parsons és Jimmy Iovine lemezproducerek, David Fricke zenekritikus, Geraldo Rivera újságíró, és a Breakfast with the Beatles rádióműsor műsorvezetője, Chris Carter vett részt.

## Fogadtatása
| Kritikák                          | Kritikák      |
| Forrás                            | Értékelés     |
| --------------------------------- | ------------- |
| Metacritic                        | 68/100 [ 16 ] |
| AllMusic                          | [ 17 ]        |
| The Encyclopedia of Popular Music | (2007)        |
| The Guardian                      | (2003)        |
| Pitchfork                         | 7.0/10 (2003) |
| Rolling Stone                     | (2003)        |

Rovi Staff az AllMusic-tól a Let It Be... Naked-et "összességében valamivel erősebb... karcsúbb, simább albumnak" nevezte az eredeti 1970-es kiadáshoz képest. Dominique Leone, a Pitchforktól úgy jellemezte, hogy „nem nélkülözhetetlen, bár kifogástalanul van bemutatva". Anthony DeCurtis, a Rolling Stone egyik munkatársa megjegyezte, hogy "[bár] az album egészének hangzásbeli fejlesztései tagadhatatlanok, az újoncoknak még mindig meg kell kapniuk az eredetit". Rick Rubin producer azt mondta, hogy "vegyes érzései" vannak; noha izgatott volt az új Beatles-kiadás és különösen a Two of Us hangzása miatt, csodálatát fejezte ki az eredeti Phil Spector-produkció iránt, amelyet a Let It Be... Naked kivetkőzött, különösen a The Long and Winding Road esetében.
Adam Sweeting, a The Guardian egyik munkatársa így nyilatkozott: „Technikailag remek munkát végeztek… érdekes lehet hallani az „Across the Universe” egy olyan verzióját, amelyben csak Lennon hangja és némi visszhangeffektus szerepel, de az új keverés csak a dalt hangsúlyozza ki. A "The Long And Winding Road” kétségtelenül jobb lett a Spector-féle schmaltz szerkezet eltávolításával, de még mindig fogcsikorgatóan makacsul hangzik". A Salon.com munkatársa, Thomas Bartlett nehezményezte, hogy a Let It Be... Naked "megfosztotta az eredeti albumot mind John humorérzékétől, mind Phil Spector furfangos, és legalábbis kissé kimondottan nagyképűségétől".

## Az album dalai
Mindegyik dal Lennon–McCartney szerzemény, kivéve a For You Blue és az I Me Mine esetében, amelyeket George Harrison írt.
| 1.    | Get Back                  | Paul McCartney    | 2:34 |
| 2.    | Dig a Pony                | John Lennon       | 3:38 |
| 3.    | For You Blue              | George Harrison   | 2:27 |
| 4.    | The Long and Winding Road | McCartney         | 3:34 |
| 5.    | Two of Us                 | McCartney, Lennon | 3:20 |
| 6.    | I've Got a Feeling        | McCartney, Lennon | 3:30 |
| 7.    | One After 909             | McCartney, Lennon | 2:44 |
| 8.    | Don't Let Me Down         | Lennon            | 3:18 |
| 9.    | I Me Mine                 | Harrison          | 2:21 |
| 10.   | Across the Universe       | Lennon            | 3:38 |
| 11.   | Let It Be                 | McCartney         | 3:55 |
| 34:49 |                           |                   |      |

Mindegyik dalt a Northern Songs publikálta, kivéve a 3. és 9. számot, amit a Harrisongs cég adott ki.

### Fly on the Wall bónusz CD
Egy 22 perces bónuszlemez, amely dalrészleteket és stúdióbeszélgetéseket tartalmaz a Let It Be ülések során rögzített és felhalmozott sok órányi kazettafelvételről. Az eredeti albumon szereplő, de az újrakevert változaton eltávolított párbeszédek egy jó része megjelenik ezen a lemezen. Az album hossza 21 perc és 55 másodperc hosszú, így az album teljes hossza 56 perc és 59 másodperc lenne.
A bónusz CD anyagait összeállította és szerkesztette Kevin Howlett. Mindegyik dal Lennon–McCartney szerzemény, kivéve ahol jelölve van.
- Sun King – 0:17
- Don't Let Me Down – 0:35
- One After 909– 0:09
- Because I Know You Love Me So – 1:32
- Don't Pass Me By (Richard Starkey) – 0:03
- Taking a Trip to Carolina (Starkey) – 0:19
- John's Piano Piece (Lennon) – 0:18
- Child of Nature (Lennon) – 0:24
- Back in the U.S.S.R. – 0:09
- Every Little Thing – 0:09
- Don't Let Me Down – 1:01
- All Things Must Pass (Harrison) – 0:21
- She Came In Through the Bathroom Window – 0:05
- Paul's Piano Piece (McCartney) – 1:01
- Get Back – 0:15
- Two of Us – 0:22
- Maggie Mae (Tradicionális, hangszerelés: Lennon–McCartney–Harrison–Starkey) – 0:22
- Fancy My Chances with You – 0:27
- Can You Dig It? (Lennon–McCartney–Harrison–Starkey) – 0:31
- Get Back – 0:32

Az album néhány régióban Copy Control védelmi rendszerrel jelent meg.

## Közreműködött

### The Beatles
- John Lennon – ének, gitárok, basszusgitár, lap steel gitár
- Paul McCartney – ének, basszusgitár, akusztikus gitárok, zongora, Hammond-orgona, szintetizátor
- George Harrison – gitárok, ének, szitár, tánpúrá
- Ringo Starr – dob

### További zenészek
- George Martin – Hammond-orgona, ütőshangszerek
- Billy Preston – Hammond-orgona, szintetizátor

### A technikai stáb
- Paul Hicks – társproducer, keverés
- Guy Massey – társproducer, keverés
- Allan Rouse – társproducer, keverés
- Steve Rooke – mastering
- The Beatles – társproducerek (az eredeti felvételeknél)
- George Martin – társproducer (az eredeti felvételeknél)
- Glyn Johns – hangmérnök
- Ethan Russell – fényképezés
- Wherefore Art? – tervezés
- Kevin Howlett – megjegyzések írói, összeállító és szerkesztő (Fly on the Wall)
- Brian Thompson – technikai asszisztens (Fly on the Wall)

## Helyezések
| Ország (2003-2004)    | Helyezés    |
| --------------------- | ----------- |
| Amerika Billboard 200 | 5           |
| Ausztrál albumlista   | 11          |
| Ausztriai albumlista  | 8           |
| Belga albumlista      | 13, ill. 33 |
| Brit albumlista       | 7           |
| Dán albumlista        | 5           |
| Finn albumlista       | 35          |
| Francia albumlista    | 14          |
| Holland albumlista    | 8           |
| Ír albumlista         | 7           |
| Kanada RPM Top 100    | 8           |
| Német albumlista      | 13          |
| Norvég albumlista     | 6           |
| Olasz albumlista      | 6           |
| Portugál albumlista   | 29          |
| Svéd albumlista       | 2           |
| Svájci albumlista     | 21          |
| Új-Zélandi albumlista | 23          |

## Eladások
| Régió           | Minősítés  | Eladás     |
| --------------- | ---------- | ---------- |
| Amerikai (RIAA) | Platina    | 1,211,000+ |
| Ausztrál (ARIA) | Arany      | 35,000+    |
| Brit (BPI)      | Arany      | 100,000+   |
| Japán (RIAJ)    | 2x Platina | 500,000+   |
| Német (BVMI)    | Arany      | 100,000+   |
| Svéd (GLF)      | Arany      | 30,000+    |

## Fordítás
Ez a szócikk részben vagy egészben  a   Let It Be... Naked című angol Wikipédia-szócikk fordításán alapul.  Az eredeti cikk szerkesztőit annak laptörténete sorolja fel. Ez a jelzés csupán a megfogalmazás eredetét és a szerzői jogokat jelzi, nem szolgál a cikkben szereplő információk forrásmegjelöléseként.